# Резолюция Совета Безопасности ООН 478
Резолюция Совета Безопасности ООН 478 — резолюция Совета Безопасности ООН, принятая 20 августа 1980 года на 2245-м заседании Совета Безопасности ООН в связи с тем, что 30 июля 1980 года Израиль объявил Иерусалим своей единой и неделимой столицей.
Резолюция была принята голосами 14 членов Совета Безопасности при одном воздержавшемся (Соединённые Штаты Америки).

## Исторический фон
В 1979 году в СБ ООН было принято 7 резолюций, осуждающих действия Израиля, а за первые шесть месяцев 1980 года уже 8.
В Гаванской декларации (Политическая декларация шестой Конференции глав государств и правительств неприсоединившихся стран, Гавана, 3-9 сентября 1979), декларировавшей ряд основных принципов всеобъемлющего урегулирования, прямо было указано в параграфе 102, пункт (d):

Город Иерусалим является неотъемлемой частью оккупированной Палестины. Он должен быть полностью покинут и безоговорочно передан под арабский суверенитет.
Оригинальный текст (англ.)The city of Jerusalem is an integral part of occupied Palestine. It must be evacuated in its entirety and restored unconditionally to Arab sovereignty;

22 июля 1980 года была созвана Седьмая чрезвычайная специальная сессия Генеральной Ассамблеи Организации Объединенных Наций, полностью посвященная «незаконным действиям Израиля в оккупированном Восточном Иерусалиме и на других оккупированных территориях». В этот же день представитель Кубы (страны-председателя «Движения» в 1979-1983 гг.) представил позицию «Движения» Генеральному секретарю ООН в качестве официального документа Сессии.
29 июля 1980 Седьмая чрезвычайная специальная сессия ГА ООН приняла резолюцию, в которой, в частности, потребовала: 

7. призывает Израиль полностью и безоговорочно уйти со всех палестинских и других арабских территорий, оккупированных с июня 1967 года, включая Иерусалим, со всей неприкосновенностью имущества и услуг и настоятельно призывает, чтобы такой уход со всех оккупированных территорий начался до 15 ноября 1980 года;
8. требует, чтобы Израиль полностью соблюдал положения резолюции 465 (1980), единогласно принятой Советом Безопасности 1 марта 1980 года;
9. требует далее, чтобы Израиль в полной мере соблюдал все резолюции Организации Объединённых Наций, имеющие отношение к историческому характеру Священного города Иерусалима, в частности резолюцию 476 (1980) Совета Безопасности от 30 июня 1980 года;
Оригинальный текст (англ.)
7. Calls upon Israel to withdraw completely and unconditionally from all the Palestinian and other Arab territories occupied since June 1967, including Jerusalem, with all property and services intact, and urges that such withdrawal from all the occupied territories should start before 15 November 1980;
8. Demands that Israel should fully comply with provisions of resolution 465 (1980) adopted unanimously by the Security Council on 1 March 1980;
9. Further demands that Israel should fully comply with all United Nations resolutions relevant to the historic character of the Holy City of Jerusalem, in particular Security Council resolution 476 (1980) of 30 June 1980;

На следующий день, 30 июля 1980 года, Кнессет подавляющим большинством принял «Основной закон» об Иерусалиме, в котором он провозгласил, что:

1. Иерусалим, единый и неделимый, является столицей Израиля. 

2. В Иерусалиме находятся президент государства, Кнессет, правительство и Верховный суд.
Оригинальный текст (иврит)
1. ירושלים השלמה והמאוחדת היא בירת ישראל. 

2. ירושלים היא מקום מושבם של נשיא המדינה,
הכנסת, הממשלה ובית המשפט העליון.

В законе также предусматривалась охрана святых мест от осквернения и от всего того, что может нарушить свободу доступа к ним представителей различных религий, или оскорбить их чувства. Кроме того, в законе содержались положения, касающиеся развития города в экономической и других областях.
Между тем, Иерусалиму всегда придавалось в Израиле важное значение. В сентябре 1948 года израильские власти учредили в Иерусалиме Верховный суд, а уже 17 февраля 1949 года в Иерусалиме было проведено заседание Кнессета, на котором Хаим Вейцман принял присягу при вступлении в должность президента страны.
Ещё 23 января 1950 года Кнессет провозгласил Иерусалим столицей Израиля и продолжил перевод в город государственных учреждений, когда Иордания предприняла шаги по распространению своей юрисдикции на Восточный Иерусалим и Западный берег реки Иордан.
По завершении Шестидневной войны, 27 июня 1967 года, Кнессетом был принят «Закон об охране святых мест», согласно которому законодательство, юрисдикция и административные постановления, существующие в Израиле, вступают в силу и в Восточном Иерусалиме и некоторых окружающих его районах, которые ранее находились под контролем Иордании. Этим же постановлением объединённый город был провозглашён единой и неделимой столицей страны. Именно этот статус города и был зафиксирован в первой статье принятого 30 июля 1980 года «Основного закона» о Иерусалиме — столице Израиля.

## Содержание резолюции
Решение Израиля принять закон, по которому Восточный Иерусалим официально аннексировался, а объединённый город объявлялся столицей Израиля, было отвергнуто Советом Безопасности и Генеральной Ассамблеей. Совет осудил принятие Израилем «Основного закона» об Иерусалиме и отказ выполнять соответствующие резолюции Совета Безопасности. Он подтвердил, что принятие этого закона представляет собой нарушение международного права и не влияет на применение на палестинской и других арабских территориях, включая Иерусалим, Женевской конвенции о защите гражданского населения во время войны от 12 августа 1949 года.

## Текст резолюции
Резолюция № 478 Совета Безопасности ООН от 20.08.1980г. 

Совет Безопасности,

ссылаясь на свою резолюцию 476 (1980),
вновь подтверждая недопустимость приобретения территорий путём применения силы, 

будучи глубоко озабочен принятием в израильском кнессете «основного закона», провозглашающего изменение в характере и статусе Священного города Иерусалим, с его последствиями для мира и безопасности,

отмечая, что Израиль не выполнил резолюцию 476 (1980),

подтверждая свою решимость изучить практические пути и средства согласно соответствующим положениям Устава Организации Объединенных Наций для обеспечения полного осуществления своей резолюции 476 (1980) в случае её невыполнения Израилем,

1. порицает самым решительным образом принятие Израилем «основного закона» об Иерусалиме и отказ выполнять соответствующие резолюции Совета Безопасности;

2. подтверждает, что принятие Израилем «основного закона» представляет нарушение международного права и не влияет на применение и в дальнейшем Женевской конвенции о защите гражданского населения во время войны от 12 августа 1949 года  на палестинской и других арабских территориях, оккупированных с июня 1967 года, включая Иерусалим;

3. заявляет, что все законодательные и административные меры и действия, принятые Израилем — оккупирующей державой, — которые изменили или направлены на изменение характера и статуса Священного города Иерусалима, и в особенности недавний «основной закон» об Иерусалиме, являются недействительными и должны быть немедленно отменены;

4. подтверждает также, что данные меры и действия представляют собой серьезное препятствие на пути достижения всеобъемлющего, справедливого и прочного мира на Ближнем Востоке;

5. постановляет не признавать «основной закон» и такие другие действия Израиля, которые, как результат этого закона направлены на изменение характера и статуса Иерусалима, и призывает: 

а) все государства-члены подчиниться этому решению; 

б) те государства, которые учредили дипломатические миссии в Иерусалиме, вывести такие миссии из Священного города; 

6. просит Генерального секретаря представить ему до 15 ноября 1980 года доклад об осуществлении настоящей резолюции; 

7. постановляет держать эту серьезную ситуацию в поле зрения. 

14 голосами при 1 воздержавшемся 

(Соединенные Штаты Америки), 

причем никто не голосовал против.

## Толкование
В резолюции 478 СБ ООН фактически повторил свою уже сложившуюся за десятилетия позицию по Иерусалиму, выраженную в резолюциях 252 (1968), 267 (1969), 271 (1969), 298 (1971), 465 (1980) и 476 (1980). Она основывалась также на резолюции 242 от 22 ноября 1967 года, требовавшей вывода израильских войск с территорий занятых в результате Шестидневной войны, что в соответствии с толкованием ООН включает и территорию Восточного Иерусалима.
Резолюция 2253 ГА ООН от 4 июля 1967 года любые действия Израиля, ведущие к изменению статуса Иерусалима, объявляла недействительными, а резолюция СБ ООН 237 от 14 июня 1967 года определяла, что к ситуации на всех занятых Израилем в 1967 году территориях, включая Восточный Иерусалим, применимы статьи 4-й Женевской конференции о защите гражданского населения во время войны. Так, статья 47 запрещала аннексию территории, а статья 49 — перемещение населения оккупирующей державы на эту территорию.
Израиль не признал применимость данной Женевской конвенции к оккупируемым с 1967 года территориям, аргументируя это тем, что после прекращения британского мандата никакого законного суверенитета над этими территориями установлено не было, и выступил против принятия соответствующих резолюций в Совете Безопасности и Генеральной Ассамблее. Однако он разрешил Международному комитету Красного Креста, который имеет по Конвенции особый статус, осуществлять гуманитарную деятельность, в том числе в районе Восточного Иерусалима.

## Выполнение требований резолюции
Израиль отказывается выполнять решения резолюции, так как считает, что само требование о восстановлении статуса Иерусалима, которое содержится во многих резолюциях ГА и СБ ООН, фактически лишено какого-либо юридического смысла, ибо под понятием «статус Иерусалима» в них подразумевается тот статус, который был установлен в резолюции ГА ООН 181/II от 29 ноября 1947 года , то есть «под международным управлением». Соответственно, нельзя от Израиля требовать возвращения статуса, которого город никогда не имел в реальности.
Невыполнению Израилем требований резолюции способствует также тот факт, что решения Совета безопасности ООН носят лишь рекомендательный характер, так как выносятся со ссылкой на Главу VI Устава ООН «Мирное разрешение споров». В Статье 36 этой главы, пункт 1, определяется круг полномочий Совета Безопасности при действиях по этой статье:

 «Совет Безопасности уполномочивается в любой стадии спора, имеющего характер, указанный в статье 33, или ситуации подобного же характера рекомендовать надлежащую процедуру или методы урегулирования». 
До выхода Израиля из Восточного Иерусалима все страны-члены ООН должны были вывести свои дипломатические представительства из Иерусалима.
До этого момента посольства 13 из 45 стран находились в Иерусалиме: Сальвадор, Коста-Рика, Панама, Колумбия, Гаити, Боливия, Нидерланды, Гватемала, Доминиканская Республика, Уругвай, Чили, Эквадор и Венесуэла. Все другие посольства находились в Тель-Авиве. Все они выполнили требование резолюции. В 1982 году Коста-Рика и Сальвадор вернули свои посольства в Иерусалим, но в августе 2006 года сначала Коста-Рика и потом Сальвадор снова выполнили требования резолюции.
Тем не менее, позиция Израиля остается неизменной:
- «С 1004 г. до нашей эры, когда царь Давид основал Иерусалим как столицу еврейской нации, в городе продолжалось постоянное еврейское присутствие, равно как и духовная привязанность к нему»[14].

В ответ на осуждение Израиля и после того, как 13 стран перевели свои посольства из Иерусалима в Тель-Авив, «опасаясь угрозы арабов наложить на них нефтяное эмбарго», 1400 христиан из 40 стран открыли в 1980 своё Международное христианское посольство в Иерусалиме.
- «Это было актом солидарности с еврейским народом и их связью со святым городом в течение уже трех тысяч лет».

Конгресс США решил в 1995 году разместить своё посольство в Иерусалиме. 6 декабря 2017 года Президент США Дональд Трамп подписал декларацию о признании Иерусалима столицей Израиля Соединёнными Штатами и о переводе американского посольства из Тель-Авива в Иерусалим. 14 мая 2018 года главный офис посольства был официально переведен в Иерусалим.
Согласно опросу, проведенному в мае 2011 года:  
66% израильтян категорически возражают против раздела Иерусалима в любой форме и передачи части его палестинцам. […] 23% готовы отказаться от части Восточного Иерусалима и 6% готовы отказаться от всей восточной части города.

73% респондентов заявили, что Израиль должен сохранить полный суверенитет над святыми местами в Иерусалиме. […] 67% опрошенных заявили, что необходимо продолжить строительство в районах столицы, находящихся за пределами, так называемой, «зеленой черты», а 23% потребовали заморозить строительство там.

91% назвали Иерусалим исторической и духовной столицей еврейского народа, а 4% назвали Тель-Авив экономическим и культурным центром возрождающегося Израиля.
Де-факто, хотя посольства большинства государств находятся в Тель-Авиве, активность аккредитованных в Израиле дипломатов фактически сосредоточивается в Иерусалиме, где находятся президент страны, правительство и Кнессет.